# Kỳ Long
Kỳ Long là một phường thuộc thị xã Kỳ Anh, tỉnh Hà Tĩnh, Việt Nam.

## Địa lý

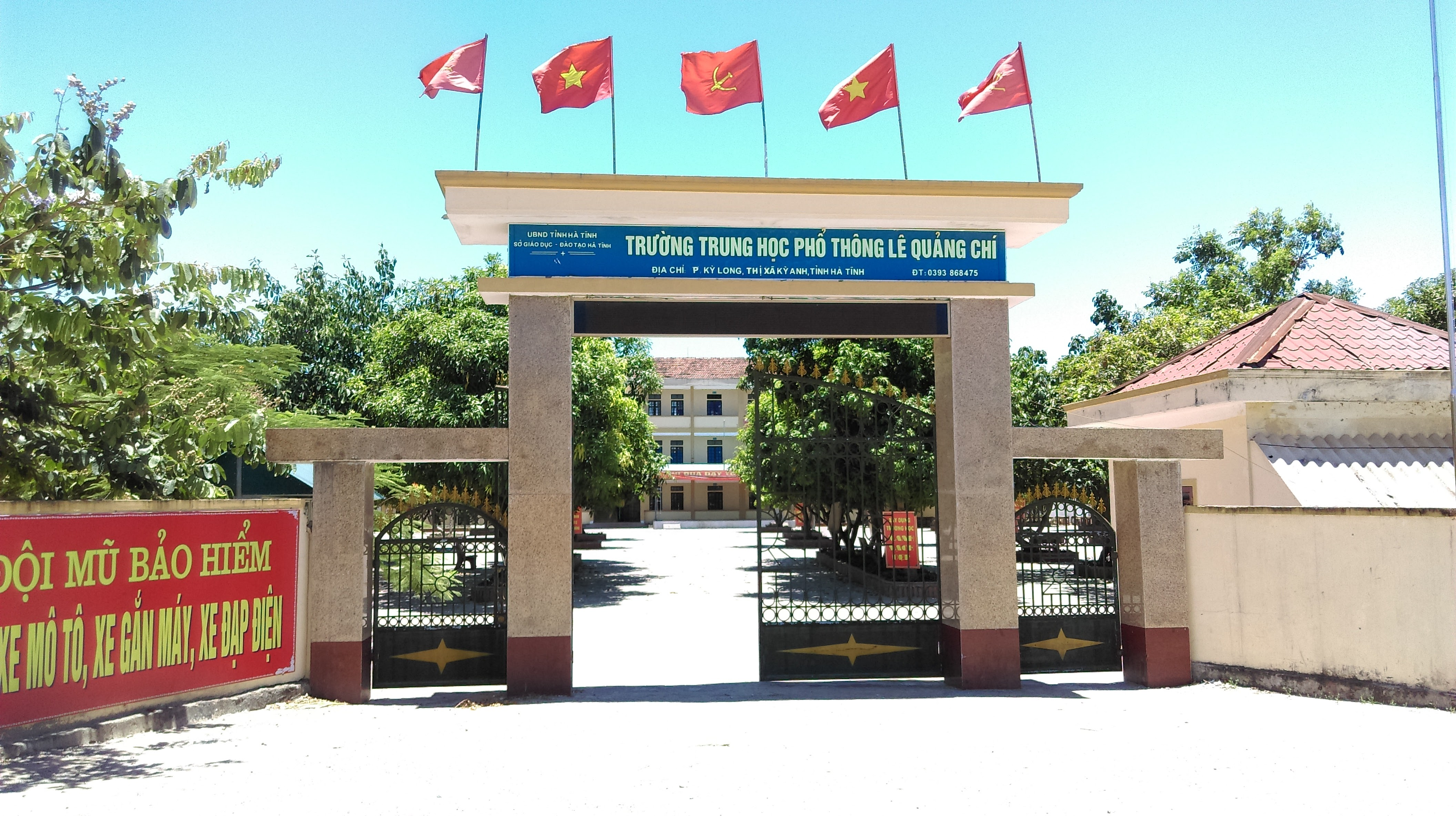
Trường THPT Lê Quảng Chí

Phường Kỳ Long nằm ở phía đông thị xã Kỳ Anh, có vị trí địa lý:
- Phía đông giáp phường Kỳ Liên và phường Kỳ Phương
- Phía tây và phía bắc giáp phường Kỳ Thịnh
- Phía nam giáp tỉnh Quảng Bình.

Phường Kỳ Long có diện tích 21,31 km², dân số năm 2024 là 10.404 người, mật độ dân số đạt 488 người/km².

## Lịch sử
Trước đây, xã Kỳ Long thuộc huyện Kỳ Anh.
Ngày 8 tháng 9 năm 1986, Hội đồng Bộ trưởng ban hành Quyết định số 105-HĐBT về việc thành lập xã Kỳ Liên thuộc huyện Kỳ Anh trên cơ sở 1.600 ha diện tích tự nhiên và 1.340 người của xã Kỳ Long; 150 ha diện tích tự nhiên và 383 người của xã Kỳ Phương.
Sau khi điều chỉnh địa giới hành chính, xã Kỳ Long còn lại 2.150 ha diện tích tự nhiên và 2.883 người.
Ngày 10 tháng 4 năm 2015, Ủy ban Thường vụ Quốc hội ban hành Nghị quyết số 903/NQ-UBTVQH13 về việc:
- Thành lập thị xã Kỳ Anh thuộc tỉnh Hà Tĩnh trên cơ sở một phần diện tích và dân số của huyện Kỳ Anh.
- Thành lập phường Kỳ Long thuộc thị xã Kỳ Anh trên cơ sở toàn bộ 2.136,53 ha diện tích tự nhiên và 9.891 người của xã Kỳ Long.

Ngày 13 tháng 12 năm 2018, HĐND tỉnh Hà Tĩnh ban hành Nghị quyết số 126/NQ-HĐND về việc:
- Sáp nhập tổ dân phố Long Hải vào tổ dân phố Tân Long.
- Sáp nhập một phần của tổ dân phố Long Thành vào tổ dân phố Hợp Tiến.
- Sáp nhập một phần của tổ dân phố Long Thành vào tổ dân phố Liên Giang.

## Giao thông
Trên địa bàn phường có Quốc lộ 1 đi qua.